# Tipula (Acutipula) corsica
Tipula (Acutipula) corsica is een tweevleugelige uit de familie langpootmuggen (Tipulidae). De soort komt voor in het Palearctisch gebied.